# Pinacia pupillalis
Pinacia pupillalis là một loài bướm đêm trong họ Noctuidae.